# Marc Silk
Marc Silk (Solihull, 20 dicembre 1972) è un doppiatore britannico.
È conosciuto per aver doppiato la voce del personaggio di Johnny Bravo in Johnny Bravo.